# آلمیریم
آلمیریم (Almeirim) یکی از شهرهای کشور پرتغال است.